# Макарешты
Макарешты (рум. Măcăreşti, Мэкэрешть) — село в Унгенском районе Молдавии. Является административным центром коммуны Макарешты, включающей также село Фрасинешты.

## География
Село расположено на высоте 81 метров над уровнем моря.

## Население
По данным переписи населения 2004 года, в селе Мэкэрешть проживает 3285 человек (1668 мужчин, 1617 женщин).
Этнический состав села:
| Национальность | Число жителей | Процентный состав |
| -------------- | ------------- | ----------------- |
| молдаване      | 3248          | 98.87             |
| румыны         | 19            | 0.58              |
| русские        | 11            | 0.33              |
| украинцы       | 5             | 0.15              |
| гагаузы        | 1             | 0.03              |
| прочие         | 1             | 0.03              |
| Всего          | 3285          | 100%              |

## Известные уроженцы
- Ян Райбург (род. 1952) — молдавский композитор-песенник.